# The painter (Neil Young)
The painter is een lied dat werd geschreven door Neil Young. Begin 2006 werd het genomineerd voor een Grammy Award in de categorie Best rock solo vocal performance.
Young bracht het in 2005 uit op zijn album Prairie wind. Daarnaast verschenen radiosingles in de VS en Zweden. De versie op de Amerikaanse single is bewerkt en korter dan de albumversie die op de Zweedse single staat.

## Tekst, achtergrond en muziek
Young kende moeilijke momenten terwijl hij in 2005 werkte aan zijn nieuwe album. In maart van het jaar werd een levensgevaarlijke aneurysma bij hem geconstateerd en onderbrak hij de opnames van The painter voor de operatie. Daarnaast verloor hij in juni van dat jaar zijn vader (Scott Young) met wie hij heel close was. In lijn met zijn leven op dat moment staan meerdere nummers op Prairie wind in het teken van sterfelijkheid.
Young zingt in The painter (vertaald): Er ligt een lange weg achter mij en er is nog een lange weg te gaan. Hij beeldt dit uit door een beschrijving te geven van een schilderes die door middel van kleuren het leven in beeld brengt. Hij voegt daar echter aan toe, dat wanneer je in het leven elke droom probeert te volgen, je de weg kwijt kunt raken. In een interview met Uncut liet hij weten dat hij bij de schilderes zijn dochter Amber Jean in de gedachten had. Zij is beeldend kunstenares en was toen nog bezig met haar studie.
The painter is het openingsnummer op zijn album en leent zich inhoudelijk goed als introductie voor de nummers die volgen. Het is een warme en rustige countryrocker waarin Young onder meer begeleid wordt door de steelgitaar van Ben Keith. Daarmee zet het nummer ook muzikaal de toon die alleen door de stevige rock in No wonder wordt onderbroken.